# ネットカムシステムズ
株式会社ネットカムシステムズ（ねっとかむしすてむず、英文社名：NetCam Systems Corporation）はネットワークカメラ録画ソフト、遠隔録画サービス、マンモグラフィー等のシステム開発を行う企業。

## 所在地
- 本社
  - 東京都千代田区外神田3-10-3 プライム秋葉原ビル7F
- 支店
  - 大阪府大阪市淀川区宮原5-1-18 新大阪サンアールセンタービル16F

## サービス
- ネットカムシステム
  - ネットワークカメラ録画ソフトKxViewPro
  - ナンバープレート認識システム ナンバ〜アイ
  - さば録

- メディカルソリューション
  - マンモグラフィ読影ワークステーション mammodite マンモディーテ

## 出展
- Axisパートナーフォーラム(アクシスコミュニケーションズ株式会社 主催) 新宿住友スカイルーム会場 2010年12月9日[2]
- 国際医用画像総合展 ITEM2013 レポート新製品速報(Rad Fan) パシフィコ横浜 2013年4月12日[3]
- 朝日新聞デジタルニュース(朝日新聞)株式会社バッファローとの共同プレスリリース 2014年10月8日[4]